# فواد پاشا
محمد فواد پاشا (۱۸۱۴–۱۲ فوریه ۱۸۶۹)، معروف به فؤاد پاشا، یک مدیر و دولتمرد عثمانی بود، که به دلیل نقش برجسته‌اش در تنظیمات در اواسط قرن نوزدهم در امپراتوری عثمانی و همچنین رهبری جریان جنگ ۱۸۶۰ دروزی‌ها و مارونی‌ها در سوریه شناخته می‌شود.
وی در دو نوبت بین سالهای ۱۸۶۱ و ۱۸۶۶ صدر اعظم امپراتوری عثمانی بود. او اغلب به همراه محمد امین علی پاشا به عنوان یکی از با نفوذترین دولتمردان عثمانی شناخته می‌شود که در سال ۱۸۶۸ به طرفداری از یک قانون مدنی ملهم از فرانسه برای دادگاه‌های تازه تأسیس مدنی برخاست.
فواد پاشا طرفدار پرشورِ حفظ امپراتوری مبنی بر سلطنت مطلقه بود، و ایده‌های محدود کردن قدرت سلطنت توسط قانون اساسی یا قانونگذاری را رد می‌کرد. او اغلب با روشنفکران لیبرال مانند نامق کمال، ضیا پاشا و ابراهیم شیناسی درگیر می‌شد.